# Francisco Mendoza de Bobadilla
Ne doit pas être confondu avec Francisco de Mendoza.
Pour les articles homonymes, voir Mendoza et Bobadilla (homonymie).
Francisco de Mendoza y Bobadilla   (né  à Cuenca en Espagne, le 25 septembre 1508  et mort à Arcos de la Llana le 1er décembre 1566) est un cardinal espagnol du XVIe siècle. Il est de la famille des cardinaux Pedro González de Mendoza (1473), Diego Hurtado de Mendoza (1500) et Íñigo López de Mendoza y Zúñiga (1530).

## Repères biographiques
Francisco Mendoza de Bobadilla est professeur à  Évora et Coimbra et archidiacre de  Tolède.
Il est élu évêque de Coria en 1533 et transféré au diocèse de Burgos en 1550. Le pape Paul III le crée cardinal lors du consistoire du 19 décembre 1544. Le cardinal Mendoza participe au conclave de 1549-1550 lors duquel Jules III est élu, mais il ne participe pas au premier conclave de 1550 (élection de Marcel II). Il participe au deuxième conclave de 1555 (élection de Paul IV) , mais ne participe pas au conclaves de 1559 (élection de Pie IV) et de 1565-1566 (élection de Pie V).
Mendoza donne 935 livres au roi Philippe II d'Espagne  pour la bibliothèque du monastère de l'Escorial  et est l'auteur de plusieurs livres sur la théologie. Il est un ancien ami du saint  Ignace de Loyola et il protège et promeut l'ordre des jésuites. Il est considéré comme des personnes dirigeants de l'humanisme aristocratique de l'Espagne. Érasme cherche son amitié et
Luis Vives dédie De ratione vivendi à lui.